# Parlé
Parlé to amerykańska grupa R&B z Raleigh (Karolina Północna). W skład wchodzą: Scuda, Dee i Twan. Ich inspiracją byli Karen Clark, John P. Kee, Kim Burrell, Men of Standard i Kirk Franklin.

## Kariera

### Wczesne lata
Parlé już od najmłodszych lat interesowali się muzyką R&B. W 1994 podpisali kontrakt z wytwórnią Diamond Life Entertainment. W tym czasie współpracowali z Total, Joe, Blackstreet i Monicą. Wszystko się zmieniło, kiedy w 1996 trójka pojechała do Atlanty, gdzie podczas Freaknic Festival, gdzie spotkali Dwayne’a „Wise” Smitha z Bad Boy Entertainment, dzięki któremu poznali JoaQuine’a „Waah” Deana i Darrina „Dee' Deana, właścicieli Ruff Ryders Entertainment, z którymi w styczniu 1998 podpisali kontrakt, jako pierwsza grupa R&B w wytwórni.

### Ruff Ryders
Parlé wystąpili na wszystkich trzech pierwszych składankach Ruff Ryders (całą trójkę można zobaczyć na okładce Ryde or Die Vol. 3), a także na debiutanckich albumach Jadakissa i Drag-Ona. Na DVD Ruff Ryders, The Documentary, można zobaczyć ich klip (dostępny również na ich stronie myspace).
Debiutancki album Parlé, Love and War był zapowiadany od 2001, dotąd nie został jednak wydany.

### Plany na przyszłość
Według pogłosek, Parlé odeszli od Ruff Ryders. Aktualnie pracują nad swoim albumem, który ma być wydany w 2008.

## Dyskografia
| Informacje                                                                                     |
| ---------------------------------------------------------------------------------------------- |
| Love and War - Wytwórnia: Ruff Ryders Entertainment - Wydany: Niewydany - Sprzedany (USA): N/A |

### Ruff Ryders
| Informacje |
| --- |
| Ryde or Die Vol. 1 - Wydany: 27 kwietnia 1999 - Wytwórnia: Ruff Ryders Entertainment, Interscope - U.S.: # 1 - Nagroda: Platyna - Single: - Ryde or Die - Down Bottom - Some X Shit - What Y’all Want - Jigga My Nigga - Dope Money |
| Ryde or Die Vol. 2 - Wydany: 4 czerwca 2000 - Wytwórnie: Ruff Ryders Entertainment, Interscope - Single: - WW III - 2 Tears in a Bucket - Got It All - Twisted Heat - It's Going Down                                               |
| Ryde or Die Vol. 3 - Wydany: 18 grudnia 2001 - Wytwórnie: Ruff Ryders Entertainment, Interscope - Single: - Dirrty - They Ain't Ready - U, Me & She - Eastside Ryders                                                               |

## Single
- „It's Going Down” (2000)
- „Westcoast Shorty” (2008)

### Gościnnie
| Rok  | Tytuł               | Występujący          | Album                            |
| ---- | ------------------- | -------------------- | -------------------------------- |
| 2000 | Fix Me              | Parlé, Jadakiss, Eve | Music From and Inspired by Shaft |
| 2000 | What's It All About | Drag-On, Parlé       | Opposite of H2O                  |
| 2001 | I'm a Gangsta       | Jadakiss, Parlé      | Kiss tha Game Goodbye            |